# Stylophora zonata
Stylophora zonata är en tvåvingeart som beskrevs av Robineau-desvoidy 1830. Stylophora zonata ingår i släktet Stylophora, ordningen tvåvingar, klassen egentliga insekter, fylumet leddjur och riket djur. Inga underarter finns listade i Catalogue of Life.